# Chlorcholinchlorid
Chlorcholinchlorid (auch Chlormequatchlorid, Cycocel oder CCC) ist eine wasserlösliche quartäre Ammoniumverbindung.

## Verwendung
Als Phytohormon findet Chlorcholinchlorid im Getreidebau  (im Obstbau nicht mehr zugelassen) der konventionellen Landwirtschaft Verwendung. Auf Getreide wirkt es halmverkürzend durch kürzere Internodien, so dass die Stabilität der Pflanze gegen Wind und Niederschlag steigt. Im Obstbau fördert Chlormequat die Blütenbildung bei zu starkem Wachstum.
Die Ausbringung auf Getreidefeldern erfolgt vorzugsweise im Frühjahr, die Menge liegt bei 0,3 bis 1,5 kg je Hektar bei 40 bis 60 Tagen Wartezeit vor erneuter Applikation.

## Gesundheit
Der Wachstumsregulator ist seit 1967 in Früchten, Korn, Stroh und Mehl nachweisbar und beeinträchtigt möglicherweise die Fruchtbarkeit von Wiederkäuern sowie Pferden oder Kaninchen. Chlormequat gilt als genotoxisch und stört die neuromuskuläre Erregungsleitung, wirkt aber nach bisheriger Forschung nicht karzinogen. Im deutschen Obst- und Gemüseanbau ist er nicht mehr zugelassen, findet aber im Getreideanbau weiter Verwendung. In der Schweiz wurde 2016 in dreizehn von vierzehn untersuchten konventionellen Mehlen Chlormequat nachgewiesen.
Bei Chlormequat gelten in der Schweiz für Zuchtpilze (10 mg/kg), Hafer (5 mg/kg), Roggen (3 mg/kg) sowie Gerste und Weizen (2 mg/kg) relativ hohe Rückstandshöchstgehalte.
Von der WHO wurde eine Erlaubte Tagesdosis von 0,05 mg/kg Körpergewicht festgelegt, für Babynahrung 0,01 mg/kg. Die Letale Dosis LD50 oraler Einnahme bei Ratten liegt bei 400 mg/kg Körpergewicht.

## Zulassung
Produkte mit Chlorcholinchlorid als Wirkstoff sind in der Schweiz und in vielen Staaten der EU, so auch in Deutschland und Österreich, zugelassen. Die Zulassung in der EU gilt bis Februar 2027. In vielen Veröffentlichungen wird die Substanz als Chlormequat angegeben, ohne gesondert das Gegenion Chlorid zu nennen.
Da der Patentschutz abgelaufen ist, wird es unter verschiedenen Handelsnamen vertrieben und ist das bei weitem preiswerteste Mittel zur Wachstumsregulation im Getreidebau. Das Zulassungsende in Deutschland hängt vom verwendeten Produkt ab, eine Übersicht findet sich auf der Seite des Bundesamtes für Verbraucherschutz und Lebensmittelsicherheit.

## Eigenschaften
Chlormequatchlorid ist ein weißer Feststoff und ein Chlorid-Salz des Kations Chlormequat. Es zersetzt sich ab 239–245 °C unter anderem in Salzsäure und Trimethylamin. Es ist ein weißes bis gelbliches hygroskopisches Pulver mit charakteristischem Geruch.